# 兩岸事務首長會議
兩岸事務首長會議是指中國大陸的中共中央台灣工作辦公室（中共中央台辦）主任與台灣的行政院大陸委員會主委，兩位主管首長的正式會面。至2015年底共舉行四次。

## 第一次
2014年2月11日至2月14日舉行。王郁琦應邀訪問南京、上海，並於2月11日下午在南京紫金山莊與張志軍舉行第一次兩岸事務首長會議。有評論稱，王張會開啟了兩岸官方對話，意義超過了1993年的汪辜會談。

## 第二次
2014年6月，張志軍訪問台灣，並與王郁琦進行兩岸事務首長會議。

## 第三次
2015年5月23日在金門舉行。在本次內容中關於台灣是否加入亞投行與兩岸互設辦事處為討論的焦點。

### 會面人物
行政院大陸委員會主委夏立言
中共中央台灣工作辦公室主任張志軍

## 第四次
2015年10月14日在廣州舉行。

### 會面人物
行政院大陸委員會主委夏立言
中共中央台灣工作辦公室主任張志軍

### 討論內容
1. 同意繼續推進貨品貿易協議之商談
2. 持續推動兩岸兩會互設辦事機構後續協商，務實處理待決問題，為早日完成互設奠定基礎
3. 同意加快兩岸環保協議的溝通，儘速達成一致。
4. 台灣方面另建議將海漂垃圾問題納入協議範圍，請國臺辦與陸方環保部門進行協調。
5. 有關陸客來臺中轉議題夏主委再次表達先行推動之意見，希望在今年年底前儘快實施，陸方表達願務實考量。至於陸方關切的進一步便利兩岸民眾往來措施，雙方可持續溝通。
6. 兩岸服貿、租稅、飛安等已簽署之協議，將推動儘快生效實施，以增進兩岸民生福祉，促進兩岸經濟共同發展。
7. 針對抗戰歷史，雙方認為兩岸民間單位可從共享史料著手、進行合作研究，以客觀公正還原抗戰史實，俾為兩岸和平發展奠定利基。台灣方面在會議中也表示，兩岸可在「對等互惠、檔案公開、不設禁區、自由研究」的原則下進行史料合作，並可由民間單位邀集兩岸學者及相關國際學者專家與研究機構共同參與

## 相關會議
- 兩岸領導人會面
- 王張會